# Vương Trung Quân
Vương Trung Quân (tiếng Trung: 王中军; bính âm: Wáng Zhōngjūn; tiếng Anh: Dennis Wang Zhongjun, sinh ngày 30 tháng 11 năm 1960) là một tỷ phú doanh nhân, nhà sản xuất phim và nhà sưu tập nghệ thuật người Trung Quốc. Ông cùng với người em trai của ông là Vương Trung Lỗi thành lập công ty giải trí Hoa Nghị huynh đệ.

## Tiểu sử
Ông sinh ra ở Bắc Kinh, trong một gia đình quân nhân. Vương đã mua bức tranh Still Life, Vase with Daisy and Poppies năm 1890 của Vincent van Gogh với giá 61,8 triệu đô la vào tháng 11 năm 2014. Vào tháng 5 năm 2015, Vương mua bức tranh Femme Au Chignon Dans Un Fauteuil của Pablo Picasso với giá 29,93 triệu đô la. Vào tháng 5 năm 2016, Vương đã mua một bức thư do học giả Trung Quốc Tăng Củng viết vào thế kỷ 11 với giá 207 triệu nhân dân tệ, lập kỷ lục mới cho một bức thư của Trung Quốc.
Ông được tạp chí Forbes xếp hạng là người giàu thứ 309 ở Trung Quốc vào năm 2015, với giá trị tài sản ròng là 1 tỷ đô la.